# Вьё-Феррет
Вьё-Ферре́т (фр. Vieux-Ferrette) — коммуна на северо-востоке Франции в регионе Гранд-Эст (бывший Эльзас — Шампань — Арденны — Лотарингия), департамент Верхний Рейн, округ Альткирш, кантон Альткирш. До марта 2015 года коммуна административно входила в состав упразднённого кантона Феррет (округ Альткирш).
Площадь коммуны — 6,63 км², население — 564 человека (2006) с тенденцией к росту: 657 человек (2012), плотность населения — 99,1 чел/км².

## Население
Численность населения коммуны в 2011 году составляла 643 человека, а в 2012 году — 657 человек.
| 1962 | 1968 | 1975 | 1982 | 1990 | 1999 | 2006 | 2008 | 2011 | 2012 |
| ---- | ---- | ---- | ---- | ---- | ---- | ---- | ---- | ---- | ---- |
| 440  | 428  | 426  | 461  | 525  | 526  | 564  | 576  | 643  | 657  |

Динамика населения:

## Экономика
В 2010 году из 396 человек трудоспособного возраста (от 15 до 64 лет) 295 были экономически активными, 101 — неактивными (показатель активности 74,5 %, в 1999 году — 69,2 %). Из 295 активных трудоспособных жителей работали 269 человек (150 мужчин и 119 женщин), 26 числились безработными (18 мужчин и 8 женщин). Среди 101 трудоспособных неактивных граждан 31 были учениками либо студентами, 26 — пенсионерами, а ещё 44 — были неактивны в силу других причин.
На протяжении 2011 года в коммуне числилось 236 облагаемых налогом домохозяйств, в которых проживало 637,5 человек. При этом медиана доходов составила 27235 евро на одного налогоплательщика.

## Достопримечательности (фотогалерея)

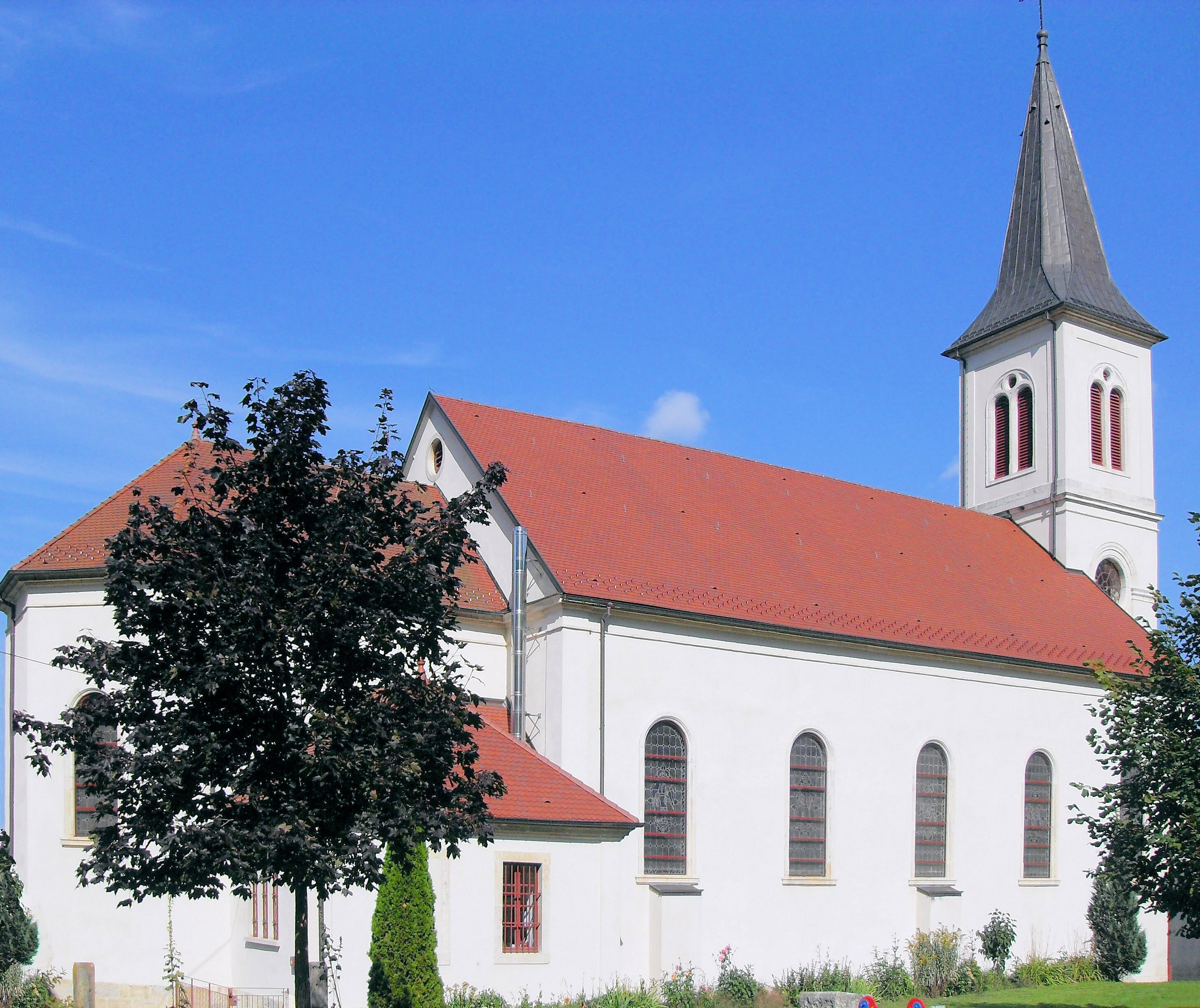
Церковь
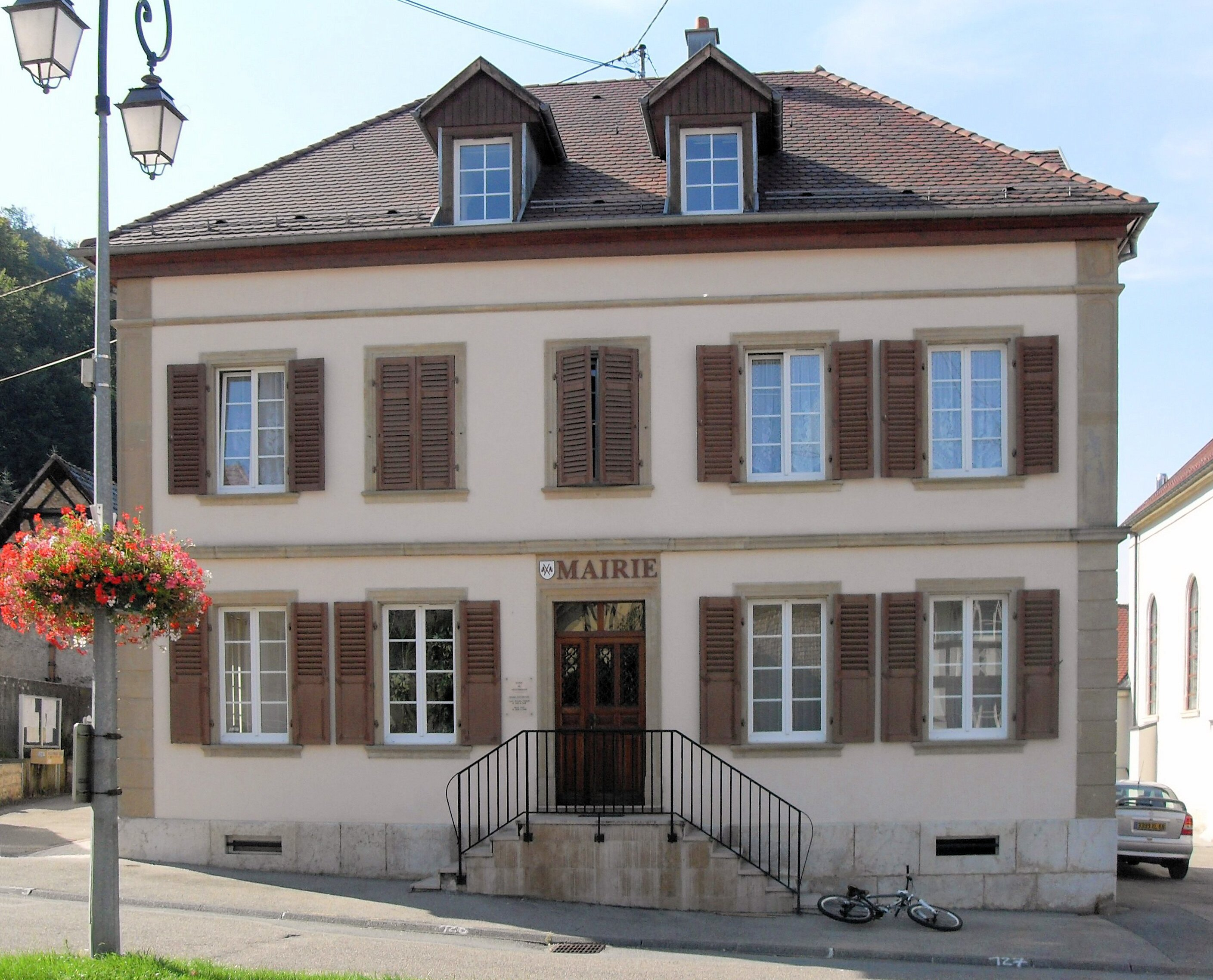
Здание мэрии